# 房屋檢驗師
房屋檢驗師（Home inspector），簡稱驗屋師或驗房師，為具有專業工程素養及資深工程經驗之房屋檢驗人員，提供購屋者在交屋驗收階段，標準化的專業驗收流程及相關諮詢服務。此舉係於1976年率先由美國驗屋師協會在北美推動，隨後推廣到世界各國。   
房屋檢驗師主要工作為協助買賣雙方於交屋階段，針對屋況檢查室內空間、廚具及衛浴設備、公共設施、建材安全、給水及排水、機電設備等。近年來因交屋而產生之糾紛甚多，房屋檢驗師以專業角度讓購屋者了解現有的屋況，如施工品質或是否使用違法建材等。隨著消費者意識的抬頭，有愈來愈多的購屋者更加重視房屋的品質，進而選擇專業的房屋檢驗師代為驗屋，以避免忽略房屋的瑕疵。   
專業的房屋檢驗師應具有資深營建經驗及公共工程品管工程師且經由專業單位認證之資格，並可在營造施工中期、施工後期交屋過程中進行驗證房屋的施工品質與公共設備安全驗證，諸如電器等使用規範、消防安全、公共空間等是否按法規設置。

## 相關鏈結
- 美國驗屋師協會 （页面存档备份，存于）